# Фроликов, Дмитрий Георгиевич
Дмитрий Георгиевич Фроликов (8 ноября 1918 — 2 февраля 1945) — командир танкового взвода 1-го танкового батальона 4-й гвардейской танковой бригады 2-го гвардейского Тацинского танкового корпуса 31-й армии 3-го Белорусского фронта, гвардии младший лейтенант. Герой Советского Союза.

## Биография
Родился 8 ноября 1918 года в селе Красное, Можайского района Рязанской области (на сегодня этот адрес звучит по другому: село Красное, Сапожковский район Рязанской области) в крестьянской семье. Русский. Образование среднее.
В Красную Армию призван в 1938 году Коломенским горвоенкоматом Московской области. Участник советско-финской войны 1939—1940 годов.
В боях Великой Отечественной войны с 1941 года. Член ВКП(б) с 1942 года. В 1944 году окончил Горьковское танковое училище.
Командир танкового взвода 1-го танкового батальона 4-й гвардейской танковой бригады (2-й гвардейский Тацинский танковый корпус, 31-я армия, 3-й Белорусский фронт) гвардии младший лейтенант Дмитрий Фроликов особо отличился в Белорусской наступательной операции под кодовым названием «Багратион».
26 июня 1944 года танкисты вверенного Фроликову взвода захватили перекрёсток дорог Москва — Минск, Орша — Смоляны, разбили автомобильную колонну из полутора сотен машин, подбили два вражеских танка.
27 июня 1944 года в Шкловском и Круглянском районах танковый взвод Д. Г. Фроликова захватил две переправы, отрезал неприятелю путь к отступлению, уничтожил восемь танков и самоходных артиллерийских установок, а также несколько автомашин.
В течение 2 июля 1944 года взвод Дмитрия Фроликова в составе 2-го гвардейского танкового корпуса совершил почти шестидесятикилометровый бросок и к вечеру вышел на подступы к столице Белоруссии. Всю ночь длился ожесточённый бой. В 3 часа утра 3 июля 1944 года танкисты-тацинцы были уже на окраине Минска (с 1974 года — город-герой), а через два часа ворвались в город с северо-востока. Первой на улицы белорусской столицы вступила 4-я гвардейская танковая бригада под командованием полковника О. А. Лосика. А первым экипажем, ворвавшимся в столицу Белоруссии, был экипаж командира танкового взвода гвардии младшего лейтенанта Д. Г. Фроликова. В состав его экипажа входили старший сержант П. Карпушев, сержанты В. Зотов, В. Косяков, В. Костюк.
В бою на улицах Минска отважные танкисты Д. Г. Фроликова уничтожили самоходное орудие, два зенитных орудия, противотанковую пушку.
Указом Президиума Верховного Совета СССР от 24 марта 1945 года за образцовое выполнение заданий командования в боях с немецко-фашистскими захватчиками и проявленные при этом мужество и героизм гвардии младшему лейтенанту Фроликову Дмитрию Георгиевичу присвоено звание Героя Советского Союза.
Но не довелось Герою-танкисту получить высшие награды Родины — орден Ленина и медаль «Золотая Звезда». Командир танковой роты «Т-34» 3-го танкового батальона 4-й гвардейской танковой бригады гвардии младший лейтенант Дмитрий Фроликов погиб в бою 2 февраля 1945 года и был похоронен в литовском городе Кибартай на Русском городском кладбище.

## Награды
- Герой Советского Союза;
- орден Ленина;
- орден Отечественной войны 1-й степени.

## Память
Именем Дмитрия Фроликова названы улицы в городе-герое Минске, а также в Барановичах, где установлена мемориальная доска. В городе Коломна Московской области установлен бюст Героя. Он навечно зачислен в списки воинской части. Танк «Т-34» гвардии младшего лейтенанта Фроликова Д. Г. установлен на высоком пьедестале у Центрального Дома офицеров Белорусской Армии в городе-герое Минске, как памятник мужеству и героизму советских танкистов. Так же его именем названа центральная улица села Красного, Сапожковского района Рязанской области, где он родился. 
Из воспоминаний о нём его сверстницы, которая при жизни рассказывала за него, что в юности, перед тем как уехать учиться на учителя и покинув село Красное, место его рождения, он был гроза своих сверстников, с суровым нравом. И вздохнули некоторые даже от облегчения. Запомнился ещё тем, что в диковинку всем жителям родного села он посетил родной край, приземлившись в поле на моторном малом самолёте. После он больше не появлялся. На въезде в его родное село стоит памятная табличка, с его портретом и кратким описанием о нём.